# Ordre national des avocats de Tunisie
L'Ordre national des avocats de Tunisie (arabe : الهيئة الوطنية للمحامين بتونس) est une organisation tunisienne à but non lucratif. Tous les avocats en Tunisie sont membres de l'ordre, qui ne fait partie d'aucun parti politique. Le siège de l'ordre est situé à Tunis. Depuis 2022, son président est le bâtonnier Hatem Mziou.
L'Ordre national des avocats de Tunisie est l'une des composantes du quartet du dialogue national qui obtient le prix Nobel de la paix 2015 pour son succès dans la mission qui a abouti à la tenue des élections présidentielles et législatives ainsi qu'à la ratification de la nouvelle Constitution en 2014.

## Présidents
La liste des présidents du Conseil de l'ordre est constituée des personnalités suivantes :
- 1958-1961 : Chedly Khalladi[2]
- 1961-1965 : Sans bâtonnier[3]
  - 1961-1963 : Abderrahman Abdennebi (de facto)
  - 1963-1965 : Bahri Guiga (de facto)
- 1965-1967 : Mohamed Chakroun
- 1967-1969 : Taoufik Ben Cheikh
- 1969-1971 : Ezzedine Cherif
- 1971-1973 : Taoufik Ben Cheikh
- 1973-1975 : Mohamed Bellalouna
- 1975-1979 : Fathi Zouhir
- 1979-1983 : Lazhar Karoui Chebbi
- 1983-1992 : Mansour Cheffi
- 1992-1998 : Abdelwahab El Béhi
- 1998-2001 : Abdeljelil Bouraoui
- 2001-2004 : Béchir Essid
- 2004-2007 : Abdessattar Ben Moussa
- 2007-2010 : Béchir Essid
- 2010-5 janvier 2012 : Abderrazak Kilani
- 5 janvier 2012-24 juin 2013 : Chawki Tabib[4]
- 24 juin 2013-11 juillet 2016 : Mohamed Fadhel Mahfoudh[5]
- 11 juillet 2016-7 juillet 2019 : Ameur Mehrezi[6]
- 7 juillet 2019-12 septembre 2022 : Brahim Bouderbala[7]
- depuis le 12 septembre 2022 : Hatem Mziou[8]